# Uriah Heep (personaje)
Uriah Heep es un personaje ficticio creado por Charles Dickens en su novela de 1850, David Copperfield. Heep es el principal antagonista durante la segunda parte de la novela. Su carácter destaca por su empalagosa humildad, servilismo y falta de sinceridad, haciendo frecuentes referencias a su propia "humildad". Su nombre se ha convertido en sinónimo de adulación.

## En la novela
David conoce por primera vez a Heep, a los 15 años, cuando viene a vivir con el Sr. Wickfield y su hija Agnes
Uriah es un empleado que trabaja para el Sr. Wickfield. Se da cuenta de que su empleador, viudo, ha desarrollado un grave problema con la bebida y lo aprovecha. Alienta a Wickfield a beber, lo engaña haciéndole creer que ha cometido un delito financiero mientras estaba borracho y lo chantajea para que convierta a Uriah en socio de su bufete de abogados. Le admite a David (a quien odia) que tiene la intención de manipular a Agnes para que se case con él.
Uriah calcula mal cuando contrata al Sr. Micawber como empleado, asumiendo que Micawber nunca arriesgará su propia seguridad financiera al exponer las transgresiones de Uriah. Sin embargo, Micawber es honesto, y él, David y Tommy Traddles  se enfrentan a Uriah con pruebas de sus fraudes. Lo dejan en libertad  solo después de que (a regañadientes) accede a renunciar a su cargo y a devolver el dinero que había robado.
Más adelante en la novela, David se encuentra con Uriah por última vez. Ahora está en prisión por fraude bancario, en espera de traslado, Uriah actúa como un prisionero modelo arrepentido. Sin embargo, en la conversación con David se muestra lleno de malicia.

## Origen
Gran parte de David Copperfield es autobiográfica, y algunos estudiosos creen que los gestos y atributos físicos de Heep se basan en Hans Christian Andersen, a quien Dickens conoció poco antes de escribir la novela. Los esquemas y el comportamiento de Uriah Heep también podrían estar basados en Thomas Powell, empleado de Thomas Chapman, amigo de Dickens. Powell se "introdujo en la casa de Dickens" y más tarde se descubrió que era un falsificador y un ladrón, que había malversado 10.000 libras esterlinas de su empleador. Más tarde atacó a Dickens en panfletos, llamando especialmente la atención sobre la clase social y los antecedentes de Dickens.

## Cine y televisión
En adaptaciones cinematográficas y televisivas, el personaje ha sido interpretado por Peter Paget (1934),  Roland Young (1935), Maxwell Shaw (1956), Colin Jeavons (1966), Ron Moody (1969), Martin Jarvis (1974) , Paul Brightwell (1986), Nicholas Lyndhurst (1999), Frank MacCusker (2000) y Ben Whishaw (2018). 